# トニー・カーティス
トニー・カーティス（Tony Curtis, 1925年6月3日 - 2010年9月29日）は、アメリカ合衆国の映画俳優、映画プロデューサー、画家。本名バーナード・シュウォーツ（Bernard Schwartz）。

## 来歴

『お熱いのがお好き』（1959年）。カーティスとジャック・レモン。

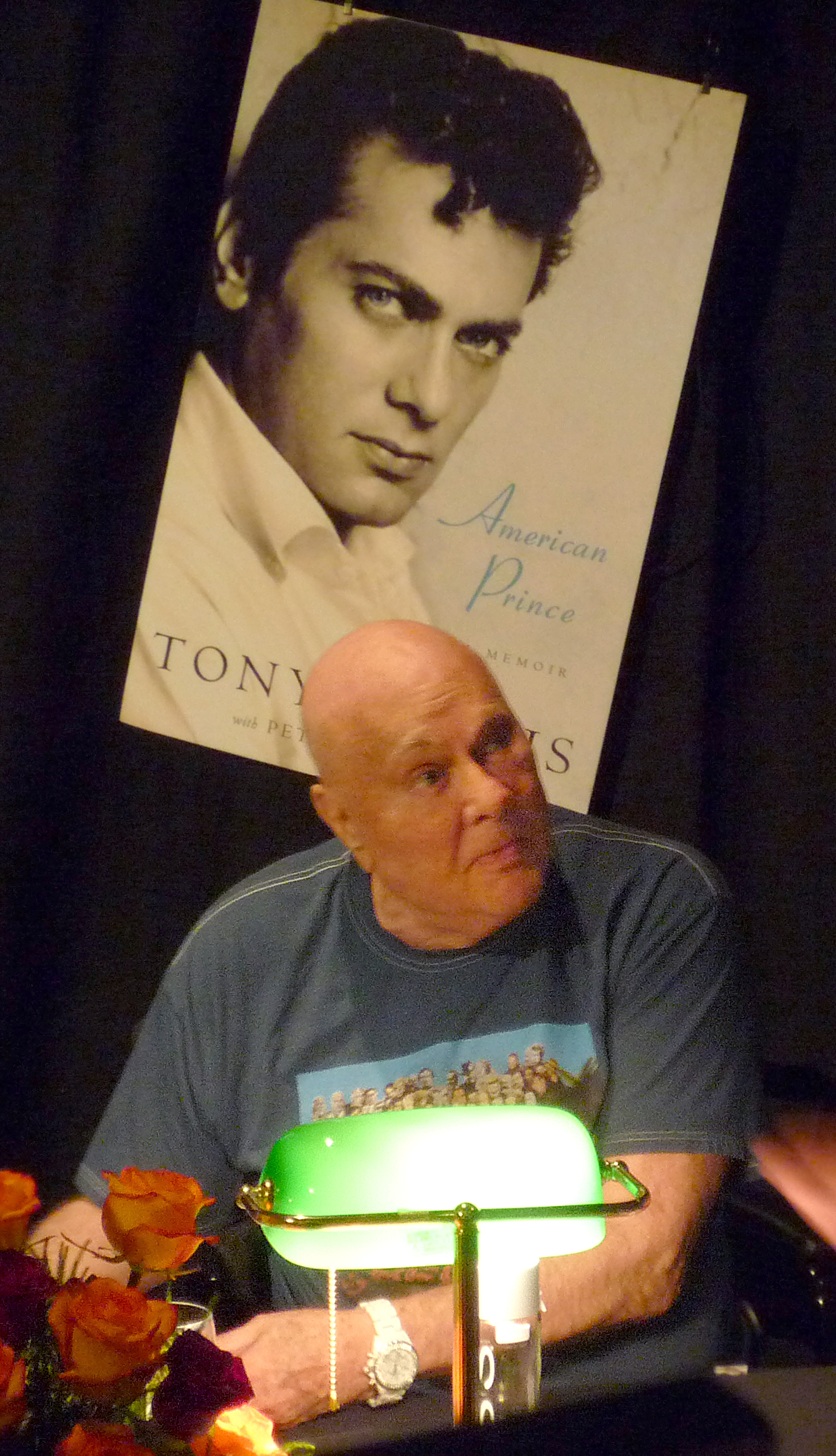
2009年、自伝にサインするカーティス

ニューヨークのブロンクス区で生まれる。貧しいハンガリー系ユダヤ人移民の長男であったカーティスは、少年時代は貧しさから非行に走るが、更生し海軍に入隊。除隊後に演技を学び、エージェントに見出されて1948年、ユニバーサル映画と契約し、バート・ランカスター主演『裏切りの街角』の端役で俳優デビューを果たし台詞の無いダンスの場面でユニバーサルにファンレターが殺到、翌年ジェームズ・ステュアート主演の『ウィンチェスター銃'73』で兵士役で助演、奇遇にも生涯の好敵手となるロック・ハドソンがスー族の酋長役で助演。初主演は『盗賊王子』である。
1950年代から甘いマスクの二枚目スターとして活躍、マネーメイキングスターの上位に位置する売れっ子となる。また『手錠のまゝの脱獄』での演技でアカデミー賞主演男優賞にノミネートされている。
主な出演作はランカスターと組んだ『空中ぶらんこ』と『成功の甘き香り』、同じくニューヨーカーのカーク・ダグラスと共演した『ヴァイキング』と『スパルタカス』だが本領発揮はコメディ演技でケーリー・グラントの第一回独立プロ作品『ペティコート作戦』の副艦長役で成功、更にジャック・レモンとW主演の『お熱いのがお好き』と『グレート・レース』、以降はヘンリー・フォンダが共演したコメディ『結婚専科』に、実在の犯罪者を熱演した『絞殺魔』といったように対極キャラクターを演じきり、そして国際オールスターキャスト『モンテカルロ・ラリー』に主演、『暗黒街の顔役』、『マリリンとアインシュタイン』など。テレビシリーズ『ダンディ2 華麗な冒険』では共演のロジャー・ムーアとの絶妙のコンビネーションが光った。
1978年の『がんばれ!ベアーズ大旋風 -日本遠征-』では若山富三郎らと共演。来日もしている。その映画の中で、マスクマンとなり日本のプロレスラー、アントニオ猪木と対決する場面があるが、マスクをかぶっているため本人かどうかは不明（ただしアルゼンチン・バックブリーカーはカーティス本人が受けている）。
2005年、クエンティン・タランティーノが監督した『CSI:科学捜査班5』のシーズン・フィナーレに特別出演。2006年には肺炎で一時危篤状態となったが、2008年、映画『デイヴィッド・アンド・ファティマ』に出演し復帰した。同年、自伝『American Prince: A Memoir』も出版している。　
2009年、『お熱いのがお好き』で共演したマリリン・モンローとの不倫関係を著書『ザ・メイキング・オブ・サム・ライク・イット・ホット』にて告白した。2010年、ネバダ州で開催されたアート・イベントに出席している最中に呼吸困難に陥り、入院したと報じられた。
結婚歴は5回で、女優ジャネット・リーやクリスティーネ・カウフマンの夫でもあった。リーとの間に生まれた次女は女優のジェイミー・リー・カーティス。
晩年は画家としての評価も高かった。
2010年9月29日、ネバダ州ラスベガスの自宅で心不全のため死去。85歳没。カーティスの遺志により、およそ4400万ドルの遺産はすべてカーティスを看取ったジル夫人にのみ遺されることとなった。

## 主な出演作品
| 公開年 | 邦題 原題                                                                            | 役名                                 | 備考                   |
| ------ | ------------------------------------------------------------------------------------ | ------------------------------------ | ---------------------- |
| 1949   | 裏切りの街角 Criss Cross                                                             | ジゴロ                               | クレジットなし         |
| 1950   | ウィンチェスター銃'73 Winchester '73                                                 | ドアン                               |                        |
| 1950   | シエラ Sierra                                                                        | ブレント                             |                        |
| 1950   | 命知らずの男 Kansas Raiders                                                          | キット・ダルトン                     |                        |
| 1951   | 盗賊王子 The Prince Who Was a Thief                                                  |                                      |                        |
| 1952   | 挑戦者 Flesh and Fury                                                                | ポール                               |                        |
| 1952   | 突然の花婿 No Room for the Groom'                                                    | アルヴァ・モレル                     |                        |
| 1952   | アリババの復讐 Son of Ali Baba                                                       | カシュマ・ババ                       |                        |
| 1953   | 魔術の恋 Houdini                                                                     | ハリー・フーディーニ                 |                        |
| 1953   | 命を賭けて Forbidden                                                                 | エディ・ダロウ                       |                        |
| 1954   | 橋頭堡を攻撃せよ Beachhead                                                           | バーク                               |                        |
| 1954   | ジョニイ・ダーク Johnny Dark                                                         | ジョニイ・ダーク                     |                        |
| 1954   | フォルウォスの黒楯 The Black Shield of Falworth                                      | マイルズ                             |                        |
| 1954   | 六つの橋を渡る男 Six Bridges to Cross                                                | ジェリー                             |                        |
| 1955   | 顔役時代 The Rawhide Years                                                           | ベン                                 |                        |
| 1955   | 四角いジャングル The Square Jungle                                                   | エディ・クエイド／パッキー・グレノン |                        |
| 1956   | 空中ぶらんこ Trapeze                                                                 |                                      |                        |
| 1956   | 野望に燃える男 Mister Cory                                                           | コリー                               |                        |
| 1957   | 成功の甘き香り Sweet Smell of Success                                                | シドニー・ファルコ                   |                        |
| 1957   | 復讐に賭ける男 The Midnight Story                                                    | ジョー                               |                        |
| 1958   | ヴァイキング The Vikings                                                             | エリック                             |                        |
| 1958   | 最后の接吻 Kings Go Forth                                                            | ブリット・ハリス                     |                        |
| 1958   | 手錠のまゝの脱獄 The Defiant Ones                                                    | ジョン・ジョーカー・ジャクソン       |                        |
| 1958   | 休暇はパリで The Perfect Furlough                                                    | ポール                               |                        |
| 1959   | お熱いのがお好き Some Like It Hot                                                    | ジョー                               |                        |
| 1959   | ペティコート作戦 Operation Petticoat                                                 | ニコラス・ホールデン                 |                        |
| 1960   | ねずみの競争 The Rat Race                                                            | ピート・ハモンド・Jr                 |                        |
| 1960   | スパルタカス Spartacus                                                               | アントナイナス                       |                        |
| 1961   | おとぼけ先生 The Great Impostor                                                      |                                      |                        |
| 1961   | 硫黄島の英雄 The Outsider                                                            | アイラ・ハミルトン・ヘイズ           |                        |
| 1962   | 隊長ブーリバ Taras Bulba                                                             | アンドレ・ブーリバ                   |                        |
| 1962   | 40ポンドのトラブル 40 Pounds of Trouble                                              | スティーヴ                           |                        |
| 1963   | 秘密殺人計画書 The List of Adrian Messenger                                          |                                      |                        |
| 1963   | ニューマンという男 Captain Newman, M.D.                                              | ジェイク                             |                        |
| 1964   | パリで一緒に Paris, When It Sizzles                                                  | モーリス／フィリップ                 | クレジットなし         |
| 1964   | ムッシュ・コニャック Wild and Wonderful                                              | テリー・ウィリアムズ                 |                        |
| 1964   | さよならチャーリー Goodbye Charlie                                                   | ジョージ                             |                        |
| 1964   | 求婚専科 Sex and the Single Girl                                                     | ボブ・ウエストン                     |                        |
| 1965   | グレートレース The Great Race                                                        | レスリー・ギャラント三世             |                        |
| 1965   | ボーイング・ボーイング Boeing (707) Boeing (707)                                     | バーナード・ローレンス               |                        |
| 1966   | 恐怖の蝋人形 Chamber of Horrors                                                      | ジュリアン                           | クレジットなし         |
| 1966   | おれの女に手を出すな Not with My Wife, You Don't!                                    | トム・フェリス                       |                        |
| 1967   | サンタモニカの週末 Don't Make Waves                                                  | カルロ                               |                        |
| 1968   | 花ひらく貞操帯 La cintura di castità                                                 |                                      |                        |
| 1968   | ローズマリーの赤ちゃん Rosemary's Baby                                               |                                      | 声のみ、クレジットなし |
| 1968   | 絞殺魔 The Boston Strangler                                                          | アルバート・デサルヴォ               |                        |
| 1969   | モンテカルロ・ラリー Monte Carlo or Bust!                                            | チェスター・スコフィールド           |                        |
| 1970   | アドベンチャー You Can't Win 'Em All                                                 | アダム                               |                        |
| 1970   | 戦争ゲーム Suppose They Gave a War and Nobody Came?                                  | シャノン                             |                        |
| 1975   | 暗黒街の顔役 Lepke                                                                   | ルイス・"レプキ"・バカルター         |                        |
| 1976   | ラスト・タイクーン The Last Tycoon                                                   | ロドリゲス                           |                        |
| 1978   | セクステット 結婚狂奏曲 Sextette                                                     | アレクシス                           |                        |
| 1978   | マニトウ The Manitou                                                                 | ハリー・アースキン                   |                        |
| 1978   | がんばれ!ベアーズ大旋風 -日本遠征- The Bad News Bears Go to Japan                    | マーヴィン                           |                        |
| 1979   | タイトルショット Title Shot                                                          | フランク                             |                        |
| 1980   | クリスタル殺人事件 The Mirror Crack'd                                                | マーティン・N・フェン                |                        |
| 1981   | シルビア・クリステルの キス・オブ・ゴールド/華麗なる女の闘い The Million Dollar Face | チェスター・マスターソン             | テレビ映画             |
| 1982   | ブラック・コマンド Othello, the Black Commando                                       | イアーゴ                             |                        |
| 1983   | ブレイン・ウェイブス BrainWaves                                                      | クラヴィウス博士                     |                        |
| 1983   | トニー・カーチスの発明狂時代 Where Is Parsifal?                                      |                                      |                        |
| 1985   | マリリンとアインシュタイン Insignificance                                            | 知事                                 |                        |
| 1986   | スキャンダル・シティ Balboa                                                          | アーニー                             |                        |
| 1986   | マフィア・プリンセス/愛と抗争の果てに Mafia Princess                                 | サム                                 | テレビ映画             |
| 1986   | キング・オブ・ザ・シティ Club Life                                                   | ヘクター                             |                        |
| 1986   | 名探偵ポワロ/三幕の殺人 Murder in Three Acts                                         | チャールズ・カートライト             | テレビ映画             |
| 1989   | ターザン ニューヨークへ行く Tarzan in Manhattan                                      |                                      | テレビ映画             |
| 1991   | プライム・ターゲット/標的 Prime Target                                               | マリエッタ・コペラ                   |                        |
| 1992   | キッチン・ウォーズ 彼女の恋は五ツ星 Christmas in Connecticut                         | アレクサンダー                       | テレビ映画             |
| 1992   | 標的の罠 Center of the Web                                                           | スティーブン・ムーア                 |                        |
| 1993   | 呪われたナイル The Mummy Lives                                                       |                                      |                        |
| 1993   | ネイキッド・イン・ニューヨーク Naked in New York                                     | カール・フィッシャー                 |                        |
| 1994   | 新トランザム7000 バンデット3 Bandit: Beauty and the Bandit                           | ラッキー・バーグストーム             | テレビ映画             |
| 1995   | ギャングスターズ 野獣死すとき The Immortals                                          | ドミニク                             |                        |
| 1995   | セルロイド・クローゼット The Celluloid Closet                                        |                                      | ドキュメンタリー       |

### テレビ
| 放映年    | 邦題 原題                            | 役名                       | 備考                             |
| --------- | ------------------------------------ | -------------------------- | -------------------------------- |
| 1971-1972 | ダンディ2 華麗な冒険 The Persuaders! | ダニー・ワイルド／ソフィー | 24エピソードに出演               |
| 1975-1976 | マッコイと野郎ども McCoy'            | マッコイ                   | 5エピソードに出演                |
| 1978-1981 | ベガス Vega$                         | ロス                       | 17エピソードに出演               |
| 1998      | ハロー!スーザン Suddenly Susan       | ピーター                   | エピソードMatchmaker, Matchmaker |

## 受賞歴

### アカデミー賞
ノミネート
1959年 アカデミー主演男優賞:『手錠のまゝの脱獄』

### ゴールデングローブ賞
受賞
1958年 ヘンリエッタ賞
1961年 ヘンリエッタ賞
ノミネート
1959年 主演男優賞 (ドラマ部門):『手錠のまゝの脱獄』
1969年 主演男優賞 (ドラマ部門):『絞殺魔』